# Voxel

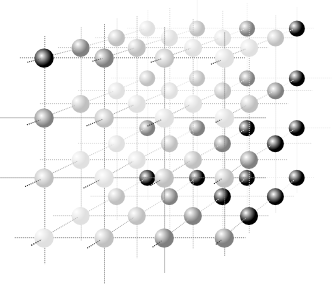
Ilustração de um gride de voxels, cada um contendo seu valor.

Um voxel destacado dentre outros em uma série de voxels empilhados.

Um voxel representa um valor em um gride regular em um espaço tridimensional. O nome voxel é um portmanteau (neologismo com origem na mistura de palavras) de "volume" e "pixel". E pixel é uma combinação, na língua inglesa, das palavras "picture" e "element", ou seja, elemento da imagem. Como pixels em um bitmap, os voxels em si não têm normalmente  posições (coordenadas) explicitamente codificadas junto aos seus valores. Pelo contrário, a posição de um voxel é deduzida com base em sua posição com relação a outros voxels. (Ex.: sua posição nos dados da estrutura que gera uma única imagem volumétrica). Em contraste com pixels e voxels, pontos e polígonos são muitas vezes representados explicitamente pelas coordenadas dos seus vértices. Uma consequência direta dessa diferença é que os polígonos são capazes de representar eficientemente estruturas com muitos espaços vazios ou cheios, desde que sejam homogêneos. Enquanto que os voxels são bons em representarem regularmente amostras de espaços que não são preenchidos regularmente.
Voxels são frequentemente usados na visualização e análise de dados médicos e científicos. Alguns monitores volumétricos usam voxels para descreverem suas resoluções. Por exemplo, um monitor pode ser capaz de mostrar 512x512x512 voxels. Um outro uso é na área de computação gráfica, nos quais os voxels são pequenos cubos que preenchem o objeto para simulações físicas e animações de Motion Graphics.

## Renderização

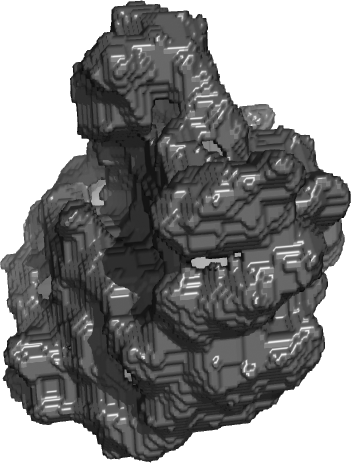
Imagem de voxel da superfície do Ribossomo criada usando o PyMOL.

Um volume definido por voxels pode ser visualizado tanto pela renderização direta do volume ou pela extração de polígonos de isosuperfície, que segue o contorno determinado de valores limites. O algoritmo Marching Cubes é muitas vezes utilizado para a extração de isosuperfícies, embora também existam outros métodos.
Ambos ray tracing e ray casting, bem como a rasterização, são métodos que podem ser aplicados para voxel para obter gráficos 2d em um monitor.
Outra técnica de voxel envolve dados Raster, onde é utilizado o método ray tracing para desenhar cada pixel da tela na cena.

## Dados Voxel
Um voxel representa uma única amostra, ou dado pontual, em um gride regular tridimensional. Este dado pontual pode consistir em um único aspecto da informação, tal como á opacidade, ou múltiplas, tais como cor, além da opacidade. Um voxel representa apenas um único ponto nesse gride, não um volume; o espaço entre cada ponto não é representado no conjunto de dados baseado em voxels. Dependendo do tipo de dado e a intenção do seu uso, essa informação faltante pode ser reconstruída e/ou aproximada por interpolação, por exemplo.
O valor de um voxel pode representar várias propriedades. Em escaners de Tomografia Computadorizada, os valores são as unidades Hounsfield, dando a opacidade do material para os Raio-X. Diferentes tipos de valores são obtidos de Imagem por Ressonância Magnética ou ultrassom .
Voxels podem conter múltiplos valores escalares, essencialmente dados em vetor (tensor)/no caso de ultrassom escaneamentos com modo-B e dados Doppler, densidade, etaxa de  vazão volumétrica como canais separados de dados relacionados às mesmas posições de voxel.
Enquanto voxels provém o benefício da precisão e profundidade da realidade, eles são normalmente conjuntos volumosos de dados e são pesados para administrar em computadores comuns. Não obstante, através de uma compressão eficiente e manipulação de grandes arquivos, visualizações interativas podem ser disponibilizadas para hardwares mais acessíveis do mercado.
Outros valores podem ser úteis para renderização 3D imediata, tal como vetores normais e cor.